# Гошхотелиани, Леван Варламович
Лева́н Варла́мович Гошхотелиа́ни (1913 — после 1979) — советский хозяйственный и государственный деятель, Герой Социалистического Труда.

## Биография
Родился в 1913 году в Кутаисской губернии. Член КПСС.
Окончил Грузинский политехнический институт.
В 1935—1979 — инженер Чиатурского марганцевого треста, управляющий трестом «Чиатурмарганец» Министерства чёрной металлургии СССР (под его руководством трест стал передовым предприятием СССР, внедрены обогатительные фабрики (1962–1963), достигнута добыча 1.5 млн тонн марганца), ответственный работник Министерства машиностроения Грузинской ССР.
Указом Президиума Верховного Совета СССР от 30 марта 1971 года присвоено звание Героя Социалистического Труда с вручением ордена Ленина и золотой медали «Серп и Молот».
Делегат XXII, XXIII и XXIV съездов КПСС.
Умер после 1979 года в Тбилиси.

## Награды и звания
- Герой Социалистического Труда (30.03.1971)
- Орден Ленина (02.04.1966, 30.03.1971)
- Орден Знак Почёта (19.07.1953)
- медали